# Phytoptipalpus lithos
Phytoptipalpus lithos är en spindeldjursart som beskrevs av Hasan, Ashfaq och Li 2003. Phytoptipalpus lithos ingår i släktet Phytoptipalpus och familjen Tenuipalpidae. Inga underarter finns listade i Catalogue of Life.